# Claude-Antoine de Bermen de La Martinière
Claude-Antoine de Bermen de La Martinière, né le 12 juillet 1700 à Québec et mort le 24 décembre 1761, est un officier dans les troupes coloniales de la Nouvelle-France. Il est le fils de Claude de Bermen de La Martinière. 
Il eut une belle carrière marquée par des affectations importantes et une reconnaissance pour son effort marquée par la croix de Saint-Louis. Deux missions importantes marquèrent sa carrière : en 1737 il fut appointé commandant du Fort La Baye et en 1751 il commanda le Fort Beauséjour durant sa construction.